# Prakash Karat

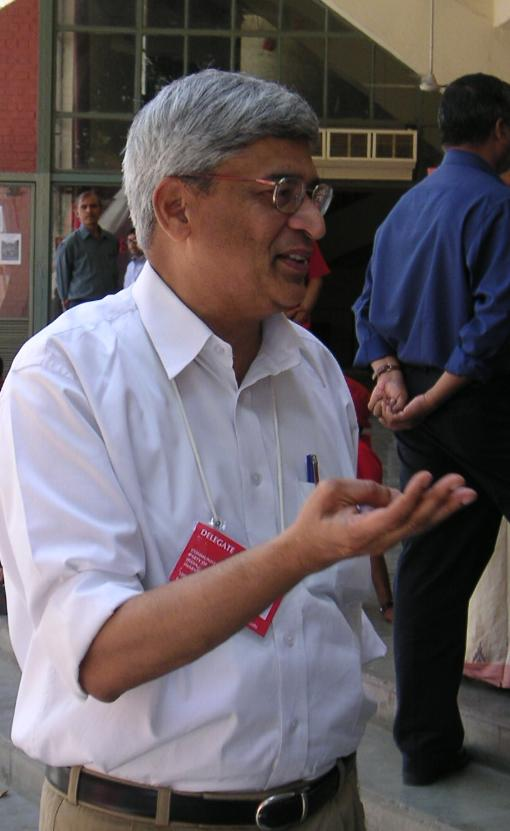
Prakash Karat

Prakash Karat (* 7. Februar 1948 in Letpadan, Burma) ist ein indischer Politiker.

## Leben
Karat besuchte die Madras Christian College School in Chennai. An der University of Edinburgh studierte er Politik. Nach dem Ende seines Studiums erhielt Karat eine Anstellung als Hochschullehrer an der Jawaharlal Nehru University. Seit 2005 ist er Vorsitzender der Communist Party of India (Marxist). Neben seiner politischen Tätigkeit ist er als Schriftsteller tätig und veröffentlichte mehrere Bücher. Der Atheist Karat ist verheiratet und lebt in Neu-Delhi.

## Werke
- 1972: Language, Nationality and Politics in India
- 1999: A World to Win -- Essays über das Manifest der Kommunistischen Partei
- 2003: Across Time and Continents: A tribute to Victor Kiernan
- 2008: Subordinate Ally: The nuclear deal and India-US strategic relations
- 2008: politics and policies